# Хетеродоксалност
Хетеродоксалност е „всяко мнение или доктрина, което е вариант на официалната (ортодоксалната) позиция“. Прилагателното хетеродоксален се използва, за да опише даден обект / субект като „характеризиращ се с отделянето от приетите вярвания и стандарти“ (status quo). Съществителното хетеродоксалност е синоним на неортодоксалност, хетеродоксален – неортодоксален.
В икономическата терминология хетеродоксален се отнася до хетеродоксална икономика.